# Rattus salocco
Rattus salocco є видом пацюків з Індонезії.

## Середовище проживання
Цей вид відомий лише з південно-східного півострова Сулавесі, де він був зареєстрований у двох місцевостях: типове місцевість Танке Салокко на висоті 1500 м та низовина навколо Мовеве на висоті 300 м. Цілком імовірно, що це трапляється в районах між цими двома місцевостями і, можливо, далі на північ. Два екземпляри з Танке Салокко були зібрані з гірського лісу. Невідомо, чи може він зустрічатися в змінених місцях існування, але видається розумним очікувати, що він може бути знайдений у плантаціях, прилеглих до недоторканих лісів.

## Загрози
Виду може загрожувати постійна втрата середовища існування, хоча втрата лісів у цій частині Сулавесі виглядає менш серйозною, ніж в інших місцях. Гірський ліс на південно-східному півострові перебуває під загрозою вирубки; великі площі були вирубані протягом 1990-х років і зараз є вторинними відростаннями чи плантаціями какао, ліси вище 1500 м є мізерними і розкиданими між вершинами, розділеними глибокими долинами.